# Joe Tilson
Joseph Charles Tilson (Londres, 24 de agosto de 1928-9 de noviembre de 2023) fue un artista visual, pintor, escultor y grabador británico correspondiente al movimiento Pop Art, al que se unió en los inicios emergentes de éste en Londres. Es conocido por sus obras de relieves con madera gracias a sus conocimientos de carpintería, haciendo uso de colores usualmente planos y muy vivos típicos en las obras artísticas del movimiento Pop Art, derivando cada vez más a una abstracción ya bastante marcada a principios de los años 60. Sus obras recuerdan a juguetes de niño por su construcción y esquematización, y guardan una mirada artesanal poco común en el movimiento con el que se relaciona a pesar de estar interesado en el uso creativo de la tecnología, sobre todo en sus serigrafías de edición y reproducciones. En sus obras también vincula espacios con imágenes emblemáticas, personajes famosos, y letras atribuyendo a estas valor escultórico.  
Tilson se casó con Joslyn Morton en 1956. Tuvieron tres hijos (Jake, Anna y Sophie). Ambos residen actualmente en Londres con sus tres hijos, y pasan largos períodos del año en la Toscana y Venecia.  

## Primeros años (1944-1958)
Desde 1944 hasta 1946 estuvo trabajando como carpintero y ensamblador, conocimientos que usó posteriormente en la constitución de su obra, para después servir en la Royal Air Force hasta 1949.
Su carrera artística comenzó ese mismo año estudiando en la St Martin's School of Art con Leon Kossof y Frank Auerbach hasta el año 1952 que pasó a estudiar en el Royal College of Art con Peter Blake y Richard Smith hasta 1955, de donde salió trabajando en un primer momento con un estilo realista bastante convencional.
Ese mismo año ganó el Premio de la fundación Knapping y el Premio de Roma, a donde se mudó poco después para vivir y trabajar. Allí conoció a su actual mujer Joslyn Morton que se encontraba estudiando con Marino Marini en el Brera de Milán, pero estuvieron viviendo juntos en Cefalú (Sicilia). Un año más tarde se casarían en Venecia.
En 1958 Tilson volvería a Londres junto a su mujer, para ejercer de profesor en la primera escuela de arte donde estudió, la St Martin's School of Art, donde continuaría en la enseñanza hasta 1963.

## Década del Pop Art (1961-1971)
Después de recibir el premio de la Fundación Gulbenkian en 1960, Tilson dos años más tarde ya había agudizado y formalizado su lenguaje abstracto, que le abrió las puertas a ser la primera persona que conseguía una exposición individual en la Marlborought Gallery de Londres, Galería con la que seguiría exponiendo hasta el año 1977 en Nueva York y Roma. En el periodo de 1962-1963 Tilson estuvo de profesor visitante en la Slade School of Art de Londres y en el King's College de Newcastle.
En 1964 sería el encargado de diseñar la sección británica de la Trienal de Milán, y poco después expondría en el pabellón británico de la XXVII edición de la Bienal de Venecia, famosa bienal de Pop Art que incluía a artistas de la talla de Rauschenberg, Jasper Johns, Jim Dine y Oldenburg.
En 1966 estaría enseñando en la School of Visual Arts de Nueva York. Ese mismo año pasaría a formar parte del Art Panel, Consejo de las Artes de Gran Bretaña, del que sería miembro hasta 1971.

### Obras más destacadas
De entre las obras de Joe Tilson durante su periodo Pop Art podemos destacar "A-Z Box of Friends and Family" (1963), una pieza de gran tamaño (233 x 152 cm) hecha con técnica mixta, espacios separados como cajones, en un armazón de madera, con pequeñas piezas escultóricas y letras haciendo esa misma función, algunas pintadas con colores vivos más abstractas y otras más figurativas, en definitiva, toda una amalgama de elementos y texturas que crean una armonía muy básica y vistosa. Al principio esta obra era intencionadamente una recreación de la vida privada de Tilson, pero se constató que era un extraordinario testamento de la escena de arte británica en los tempranos años sesenta.
Ya a finales de esta etapa, Joe Tilson haría una serie llamada "The Five Senses series'' en la que incluiría representaciones de los sentidos (ojos, nariz, oreja, labios y dedos) en esta serie Tilson usaría imágenes de revistas de moda como fuente primaria. En esta serie nos encontraríamos con la obra llamada "Transparency, The Five Senses: Taste" (1969, 147 x 147cm), donde se nos muestra una captura de pantalla en una hoja formada al vacío de plexiglás y acrílico, de unos labios rojos entreabiertos mostrando los dientes y un idílico cielo nocturno estrellado. Aquí se nos muestra la fantástica naturaleza de esta imagen que, acompañada de una apariencia de diapositiva, crea una sensación de artificialidad. También puede darse esta sensación por la gran escala de la obra. Con esta obra Tilson quería decirnos que las personas no ven, tocan, saborean, sienten u oyen por los sentidos sino que es la mente la que en última instancia tiene la palabra.

## Después del Pop Art (1971)
Después de su etapa como artista precursor del Pop Art, que culminó con una serie de obras con temas políticos llamado "Pages" (1970), Joe Tilson en 1971 comenzó deliberadamente a proyectar una adopción de una existencia rural más simple. Volvió a la artesanía tradicional en madera, interesándose por los ciclos naturales y el simbolismo de los cuatro elementos. A partir de aquí llevó una dirección completamente diferente por sus profundas convicciones e insatisfacción con el "progreso" tecnológico e industrial de la sociedad de consumo.  
Comenzó una serie de obras llamada "Alchera", inspiradas en Pound, Joyce y Yeats y su interés por las tradiciones del mediterráneo incluyendo el Neoplatonismo. Después del uso que hizo de estructuras tales como el alfabeto, los siete días de la semana, la numerología, los cinco sentidos, etc.. La base de "Alchera" es un recurso mnemotécnico circular relativo a los cuatro puntos cardinales, los cuatro elementos, las cuatro estaciones, el ciclo lunar, las palabras y los símbolos.  